# 北勢子
北勢子，原寫為北勢仔，是臺灣嘉義縣民雄鄉的一個傳統地域名稱，位於該鄉中部略偏東南，並延伸至南部邊界中央略偏東地帶。相較於今日行政區，其範圍包括北斗村西南半葉不含其東北端及南部西側凸出部分的北部及西部邊界地帶中央偏北段、雙福村東部邊界地帶中段。

## 歷史
台灣日治初期，北勢子地區為一街庄（舊制街庄），稱為「北勢仔庄」，隸屬於打貓東下堡。該庄西北與鴨母坔庄為鄰，東北與新庄仔庄為鄰，東邊北段為大崎腳庄，東邊中、南段及南邊為大坵園庄，西南邊為後湖庄，西邊為塗樓庄。
1901年（日治明治三十四年）11月11日，全台設置二十廳，該庄隸屬於嘉義廳。1904年（明治三十七年）2月15日，該庄編入「大崎腳區」，隸屬於嘉義廳。1909年（明治四十二年）10月25日，全台整併二十廳為十二廳，該庄仍隸屬於嘉義廳。1910年（明治四十三年）1月18日，各區管轄區域調整，該庄仍隸屬於嘉義廳的「大崎腳區」。
1920年（大正九年）10月1日，全台廢十二廳改設五州二廳，該庄改制並雅化為「北勢子」大字，隸屬於臺南州嘉義郡民雄庄（新制街庄）。
戰後民雄庄改制為民雄鄉，隸屬於臺南縣，大字亦改制為村。1950年（民國39年）10月，雲、嘉、南分治，民雄鄉改隸屬於嘉義縣。

## 聚落
本地區發展較早的聚落有北勢仔、覆鼎金等，在日治期初期的官方地圖上已有記載。

## 交通
縣道164號是金湖至民雄（實際終點在新庄子）的道路，經過本地區北端。由該道路西行可前往民雄鄉民雄市區、新港鄉、六腳鄉東北端、北港鎮、水林鄉、口湖鄉，並止於新港（金湖）聚落東側的省道台17線路口暨省道台61線（西部濱海快速公路）口湖交流道；東行可前往新庄子地區西南部，並止於縣道162乙線轉角路口。
縣道166號是東石至瑞里的道路，經過本地區北勢子聚落。由該道路（大方向）西行可前往新港鄉、六腳鄉、東石鄉，並止於縣道168號轉角路口；東行可前往竹崎鄉、梅山鄉的瑞里，並止於縣道162甲線路口。
鄉道嘉107線是民雄至溪底寮的道路。

## 學校
- 秀林國小

## 產業
- 民雄工業區（部分）